# Sárgaláz
A sárgaláz szúnyog által terjesztett fertőző vírusbetegség, mely emésztőrendszeri vérzést és sárgasághoz vezető májgyulladást okoz.

## Formái
A sárgaláznak két formája ismert:
1. Dzsungel-sárgaláz: a trópusi esőerdőkben élő majmok között elterjedt betegség, amelyet a szúnyogok visznek át csípéssel az emberre.
2. Városi sárgaláz: a sűrűn lakott településeken a fertőzést az Aedes albopictus szúnyogfaj terjeszti emberről emberre.

## A betegség lefolyása
A betegség gyakran tünetmentes vagy enyhe lefolyású. Ritka a súlyos forma, azonban a halálozási aránya magas. A lappangási idő 3-6 nap, amelynek elteltével láz, fejfájás, hasi fájdalom és véres hányás jelentkezik. Ez után átmeneti javulás következik be, amelyet sokkos állapot és testszerte jelentkező vérzések követnek, majd kialakul a vese- és májelégtelenség, amely halált okoz. A májelégtelenség sárgasággal is párosul (innen ered a betegség neve).

## Különösen veszélyeztetett területek

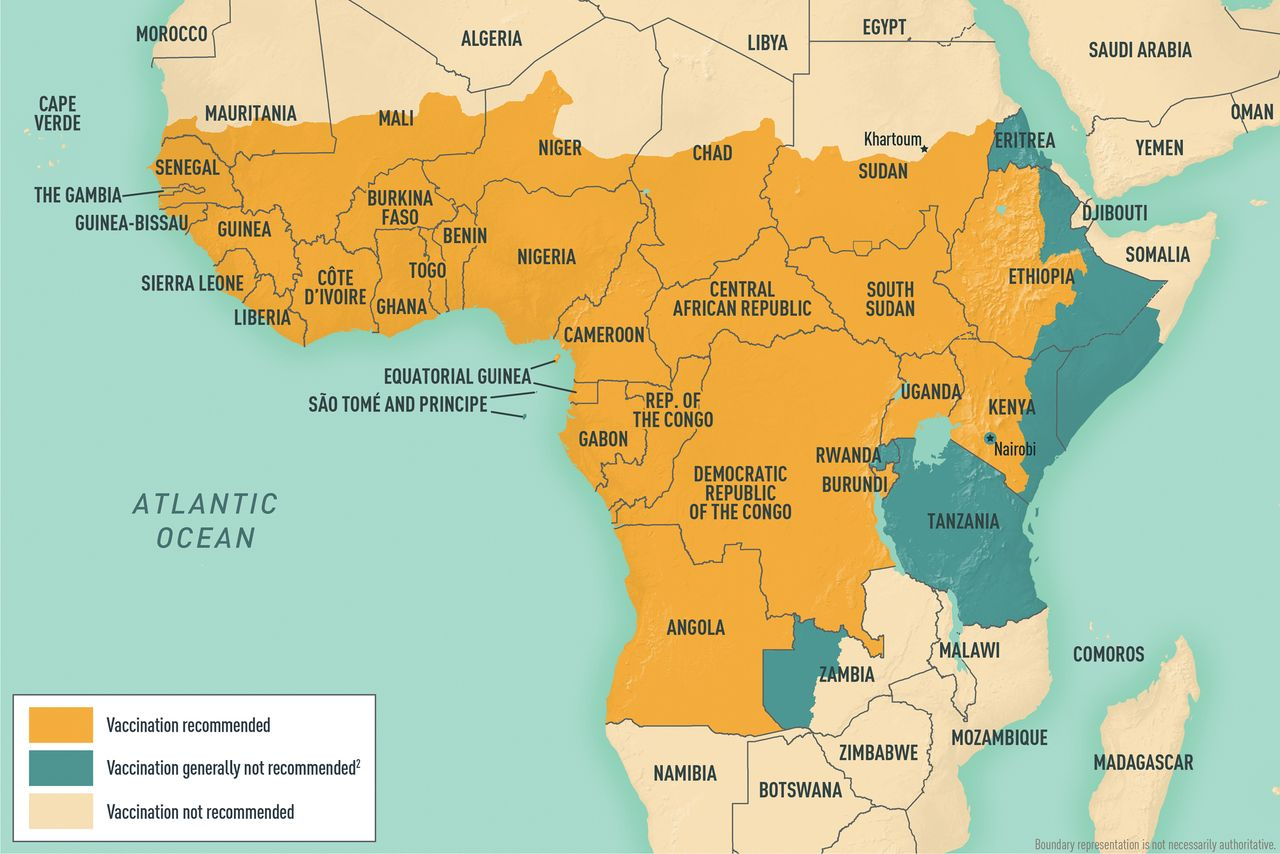
Veszélyeztetett területek Afrikában (2009-es állapotok)

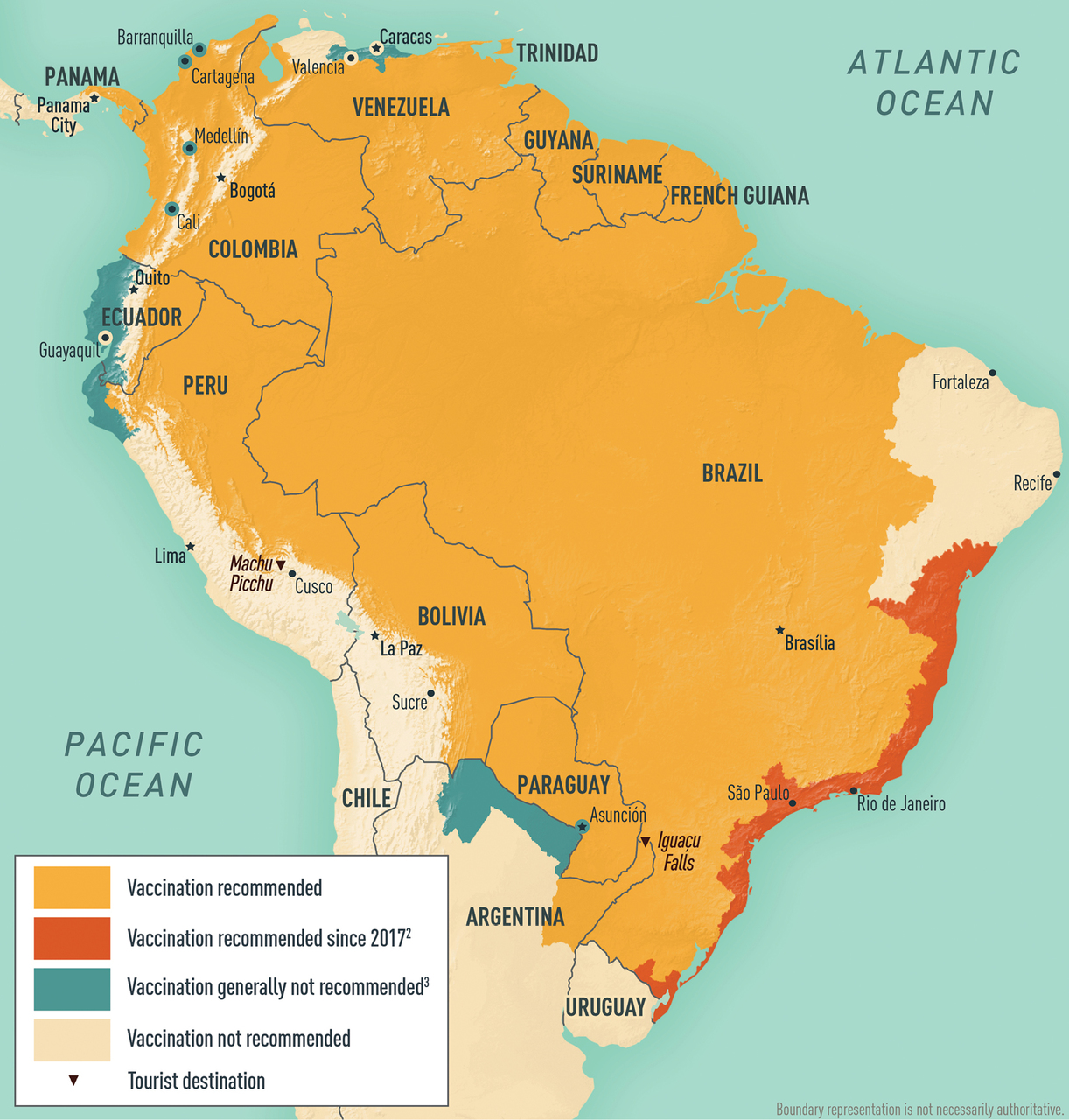
Veszélyeztetett területek Dél-Amerikában (2009-es állapotok)

Európában utoljára 541-549 között volt sárgaláz-járvány, miután egy globális természeti katasztrófa után a Föld klimatikus egyensúlya egy időre felborult.
Napjainkban a trópusi és szubtrópusi területeken szed még áldozatokat a betegség, elsősorban Afrika középső részén és Dél-Amerika északi országaiban (Brazília, Venezuela stb.).

## Ellenszere
A sárgaláz ellen az orvostudománynak sikerült  védőoltást kifejlesztenie, amely élő, legyengített (attenuált) vírusokat tartalmaz, és a beadástól számított 10 nap múlva aktivizálja az immunrendszert. Igen hatékony, és legalább 10 évre védelmet biztosít.
Oltási reakcióként enyhe tünetek jelentkezhetnek: az injekció helyén bepirosodik vagy megduzzad a bőr, fejfájás, izomlázszerű tünetek, nyirokcsomó-duzzanat is előfordulhat.
A védőoltás nem ajánlott a tojásallergiában szenvedő betegeknek (mivel anafilaxia léphet fel), legyengült immunrendszerű embereknek és azoknak, akik kortikoszteroidokat tartalmazó gyógyszereket szednek. Nem ajánlott a terhes nők és a kilenc hónapnál fiatalabb gyerekek oltása, de különös veszélyeztetettség esetén nekik is be lehet adni az oltást.
A sárgaláz által sújtott területre utazóknak az oltás kötelező.
Magyarországon a védőoltást oltóközpontokban lehet beadatni. 2006-tól bármely jogosult orvos beadhatja, ha arról nemzetközi bizonyítványt állít ki. Az oltásról háromnyelvű nemzetközi oltási könyvet (International Certificate of Vaccination) adnak, amelynek felmutatását az érintett országok hatóságai a be- és kiutazáskor kérhetik. Az oltási könyvet, illetve az oltás igazolását akkor is kérhetik, ha a tranzitország sárgalázfertőzött, bár a célország nem.